# 出川哲朗
出川哲朗（日语：／ Degawa Tetsurō，1964年2月13日—）是日本男性搞笑藝人、男演員，劇團SHA·LA·LA的座長。出身於神奈川縣横浜市神奈川區。所屬經紀公司是柵木藝能社。
著名的反應藝人，活躍於多個綜藝節目。妻子是前模特兒、賽車女郎阿部瑠理子。出川2004年的求婚由朝日電視台綜藝節目《男女糾察隊》全面協助，在意大利羅馬舉行；兩人於當年4月5日正式結婚。

## 外部連結
- 官方檔案介紹（页面存档备份，存于）